# Eilema stevensi
Eilema stevensii là một loài bướm đêm thuộc phân họ Arctiinae, họ Erebidae.